# Line in a Song
Line in a Song è il singolo di debutto della cantante olandese Jennifer Ewbank, pubblicato l'11 agosto 2011 dall'etichetta discografica Cloud 9. È il primo ad essere estratto dall'album di debutto della cantante, intitolato London Tree e pubblicato nell'ottobre dello stesso anno.
Il singolo è entrato alla venticinquesima posizione della classifica dei Paesi Bassi ed è salito alla ventesima la settimana successiva; è rimasto in classifica per cinque settimane in totale.

## Tracce
Download digitale
1. Line in a Song - 3:33

## Classifiche
| Classifica (2011) | Posizione massima |
| ----------------- | ----------------- |
| Paesi Bassi       | 20                |